# Hohenaltheim
Hohenaltheim là một đô thị ở huyện Donau-Ries trong bang Bayern nước Đức. Đô thị Hohenaltheim có diện tích 17,82 km².